# Донентаев, Сабит
Сабит Донентаев (каз. Сәбит Дөнентаев) (1894 — 23 мая 1933) — казахский поэт-сатирик, публицист, общественный деятель.

## Биография
Родился в 1894 году в Аксуской волости Павлодарского уезда Семипалатинской области в семье скотовода Донентая Жаналина из казахского рода басентиын племени Аргын среднего жуза. Получил мусульманское образование в медресе Касым-кажи Ертысбаева. На становление Донентаева как поэта повлияли произведения Крылова, татарского классика Габдуллы Тукая и классика казахской поэзии Абая Кунанбаева. 
Первые стихотворения печатались в журнале "Айкап". 
В 1915 году в Уфе издается сборник
"Уак-туйек". 
В 1916 году, согласно царскому указу о реквизиции инородцев на тыловые работы, был призван на прифронтовую полосу в Прибалтику, на окопные работы под Ригой. После Февральской революции 1917 года был демобилизован. По возвращении поступил в Семипалатинскую учительскую семинарию, где учились такие видные сыны казахского народа, как Жусупбек Аймаутов, Мухтар Ауэзов, Шакен Айманов. Февральскую революцию поэт поддерживал полностью, присоединяется к национальному движению под руководством партии «Алаш». В то время, Семипалатинске был местом пребывания правительства Алаш-Орды, и Донентаев проявляет себя как общественный деятель. После Октябрьской революции, Сабит Донентаев поддерживает революционное движение, в своих стихах призывает к строительству новой жизни, надеется на коренное изменение уклада жизни народа. Учительствуют в аульных школах, занимаясь просвещением. Участвует в организации партийной ячейки (ВКП(б))в Баянауле. Работает народным судьей там же, где его вскоре сменяет Каныш Сатпаев. С 1923 года Донентаев работает в семипалатинской газете «Қазақ тілі», где публикует свои статьи. Супруга  - Корлыгайын Кожаева (1900-1934), дочь  - Саулет (1924 г.), сын  - Самат. 
23 мая 1933 года Сабит Донентаев скончался после продолжительной болезни.

## Творчество
В 1913 году, в журнале «Айкап» выходят первые стихи Донентаева «Мои мечты». В 1915 году, в городе Уфе издается сборник стихотворений Донентаева «Уак-туйек». Под влиянием Крылова, поэт пишет басни, такие как «Жаворонок», «Серый пес», «Два козла», «Отравившийся ядом волк» итд. Среди стихов поэта наиболее известны «Высокая гора», «Кому принадлежит наше время», «Мысли», в которых поэт говорит о нелегкой доле простого народа, размышляет о несправедливости жизни и власть имущих. В стихотворении «Абаю», Донентаев обращается к основоположеннику казахской современной литературы, сравнивая его с «дорогим алмазом». Ряд стихотворений поэта призывает молодежь «поднимать родной народ и вести вперед». После революции многие стихи Донентаева посвящены борьбе за права женщин, отмене калыма, равенство богатых и бедных. К таким относятся стихотворения «Свободная Айша», «Азат вырос», «Улболсын и Даметкен». Есть и стихи, прославляющие Февральскую и Октябрьскую революции, причем значимость Февральской революции поэт считал выше. Это видно из стихотворения «К 10-летию Февраля». Самым крупным прозаическим произведением Донентаева является повесть «Коркемтай», повествующая о нелегкой судьбе сироты.